# Sankt Georg (Georgensgmünd)

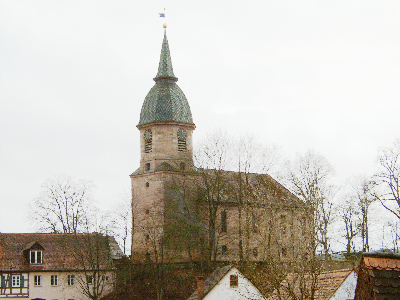
St.-Georgs-Kirche

Die evangelisch-lutherische Pfarrkirche St. Georg  steht Am Kirchenbuck 3 in Georgensgmünd. Der Heilige Georg ist auch der Namenspatron des Ortes.
Der oktogonale Kirchturm mit seinem Helm aus grün glasierten Ziegeln ist das Wahrzeichen des Ortes.

## Kirchengeschichte
Vor der lutherischen Reformation fanden in Georgensgmünd regelmäßig Messen statt. Im Dreißigjährigen Krieg entvölkerte sich der Ort. Erst nach 1640 siedelten sich allmählich wieder Menschen, und zwar fromme Lutheraner, in Georgensgmünd an.
Der Markgraf von Ansbach förderte konsequent in seinem Land Glaube und Bildung. Er ließ alle Kirchen, so auch die St.-Georgs-Kirche nach einem ähnlichen Entwurf mit einfachen und klaren Regeln renovieren und umbauen. Für diese Aufgaben hatte er seinen Architekten Johann David Steingruber beauftragt. Von ihm stammt auch die Erhöhung des Turmes mit einem markanten, achteckigen Abschluss.

## Baugeschichte
Von der ursprünglichen kleinen Kirche aus dem Mittelalter sind Teile des Turms erhalten. Johann David Steingruber gestaltete 1757/58 den romanischen  Vorgängerbau zum Markgrafenstil um, der  Bauweise weitgehend auf Schmuck und Ornamente verzichtet.
Einst befand sich der Altar im Kirchturm. Nun wurde vor dem Turm eine Wand eingebaut. Vor ihr steht der Kanzelaltar, der vom Altarumgang betreten wurde. Darüber stand eine Orgel, deren Orgelprospekt aus dem Jahr 1760 stammt. Im Innern des Kirchenschiffs führten Treppen zu den Emporen im Westen und Norden. Die Kommunionbank umrahmte den Altar. Dahinter lagen die beiden Türen, die den Opfergang ermöglichten. Beim Abendmahlsgottesdienst ging man um den Altar herum, die Opferbüchse neben dem Altar gibt noch heute Zeugnis von diesem Brauch. Die links und rechts des Altars eingebauten Patronatslogen waren durch feingliederig Gitter abgetrennt.
Am Ende des 19. Jahrhunderts beantragte die Kirchengemeindeleitung beim Bauamt in Nürnberg im Jahr 1899 für die stetig wachsende Gemeinde eine Vergrößerung der Kirche auf etwa 1000 Sitzplätze. Das Kirchenschiff wurde Richtung Süden erweitert und um zwei neue Treppenaufgänge im Westen verlängert. Innen wurden neue Emporen eingezogen, zwei im Süden und eine weitere im Westen. Die Orgel wurde erneuert und kam auf die zweite große Empore im Westen. Am 10. Mai 1908 wurde die Kirche wieder geweiht.
In den Jahren 1968 bis 1970 erhielt die Kirche ihre jetzige Farbgestaltung, die dem Zustand um 1758 weitgehend entspricht. Eine neue Orgel wurde angeschafft und in den Raum über der Kanzel eingebaut, um der Planung von Steingruber aus dem Jahr 1758 möglichst nahe zu kommen. Allerdings war die Orgel für den Raum viel zu groß und ihr Platz bewährte sich akustisch nicht, so dass im Jahr 2004 die Orgel wieder auf die zweite Empore im Westen gesetzt wurde.
Mitte der 1930er Jahre wurden vier bunte Glasfenster nach den Entwürfen von Adolf Schinnerer eingebaut. Die teilweise spätmittelalterlichen Glocken wurden im Zweiten Weltkrieg eingeschmolzen. 1951 erhielt die Kirche vier neue Glocken.
Der Wandteppich rechts neben dem Altar wurde 1985 vom Frauenkreis der Kirchengemeinde gestaltet. Das Altarkreuz aus dem Jahr 1908 fand einen neuen Platz im westlichen Eingang der Kirche. Den Ambo und den Leuchter schuf der ortsansässige Bildhauer Reinhart Fuchs.